# Francia Raisa
Francia Raisa Almendárez (Los Angeles, 26 de julho de 1988) é uma atriz estadunidense, de origem mexicana e hondurenha. Ela é famosa por sua participação no filme Bring It On: All or Nothing, e as séries de televisão The Secret Life of the American Teenager e Grown-ish. 

## Biografia
Nasceu e cresceu na cidade de Los Angeles no sul da Califórnia. Sua mãe é a mexicana Virgínia Almendáreze (née Pelayo). O seu pai Renan Almendárez Coello, uma personalidade do rádio nascida em Honduras.
Ainda no ensino primário, Raisa começou a trabalhar como modelo fotográfica para anúncios impressos, comerciais de estrelas, e até se interessou no mundo das série de televisão. 
No ensino secundário, a Raisa estudou na Bishop Alemany High School, localizada em Mission Hills na Califórnia, onde foi uma líder de torcida.
Francia é uma amiga próxima da estadunidense atriz e cantora Selena Gomez, de origem mexicana. No verão de 2017 nos Estados Unidos, Francia doou um rim para Selena, devido a lúpus.

## Carreira
Depois de participar do filme de comédia Bring It On: All or Nothing, onde aparece atuando ao lado de Solange Knowles, Giovonnie Samuels e Hayden Panettiere. No filme, Francia interpreta uma das principais líderes de torcida da sua escola de ensino secundário.
Logo após isso, em 2007, Raisa estrelou no telefilme intitulado "Shredderman Rules", exibido pela Nickelodeon. 
Em 2010, estreou em "Underground", dirigido e escrito por Tinieblas González
Em 2008, teve o papel de liderança feminina no filme "The Cutting Edge 3: Chasing the Dream". 
De 2008 a 2013, interpretou o papel de Adrian Lee em The Secret Life of the American Teenager, série da ABC Family, exibida no Brasil pelo canal pago Boomerang e pela Netflix.
No momento está atuando na série Grown-ish como Ana Torres.

### Participação em videoclipes musicais
Em 2010, participou do videoclipe "So big" do Iyaz.
Em 2013, participou do vídeo de "Everybody Knows" do Dustin Tavella.
Em 2015, participou do vídeo de "Gibberish", do MAX com participação especial de Hoodie Allen.
Em 2020, participou do videoclipe de "Man", da cantora JoJo.

## Filmografia
- American Family: Journey of Dreams (2004)... Mariana
- Over There (2005)... Sawa
- Bring It On: All or Nothing (2006)... Leti
- Shredderman Rules (2007)... Isabel
- The Cutting Edge 3: Chasing the Dream (2008)... Alejandra Delgado
- The Secret Life of the American Teenager (2008-)... Adrian Lee
- The Cutting Edge 4: Fire & Ice (2010)... Alejandra Delgado
- Bulletface (2010)... Maria
- The Plan B (2013)... Liz Castillo
- Dear White People (2017)... Vanessa
- How I Met Your Father (2022)... Valentina